# Nyodes diffusa
Nyodes diffusa là một loài bướm đêm trong họ Noctuidae.